# Willem Baptist
Willem Baptist (* 1979) je nizozemský režisér krátkých filmů a dokumentárních filmů.

## Umělecká kariéra
Je mezinárodně známý svými krátkými filmy I'm Never Afraid! (2010) a Wild Boar (Český název: Divočák) (2013). Film I'm Never Afraid! byl promítán na více než 80 filmových festivalech na světě a získal několik ocenění jako např. Golden Gate Award na San Francisco International Film Festival. Jeho dokumentární film Wild Boar (2013) měl premiéru na renomovaných festivalech Visions du Réel (Švýcarsko), Hot Docs (Kanada) a AFI Docs (USA), který je součástí American Film Institute. V České republice měl film premiéru v roce 2014, a to na 49. ročníku Mezinárodního filmového festivalu v Karlových Varech, kde byl film nominován na nejlepší dokumentární film.